# Розмарі Гарріс
Розмарі Гарріс (англ. Rosemary Harris, нар. 19 вересня 1927) — британська акторка, лауреатка премій «Золотий глобус», «Еммі», «Тоні», «Obie» і «Драма Деск», а також номінантка на «Оскар» і «BAFTA».

## Біографія
Розмарі Гарріс народилася в англійському графстві Лестершир в 1927 році в сім'ї Енід Мод Франсіс і Стаффорда Берклі Гарріса. Її батько служив в Королівських ВПС в Індії, де майбутня акторка й провела дитинство. Освіту отримала в монастирській школі, а перед тим як вступити в Королівську школу драматичного мистецтва, вже грала в театрі у місті Істборн.
У 1951 році з'явилася на бродвейських сценах Нью-Йорка, але незабаром повернулася в Англію, де дебютувала на сцені Уест-Енду в постановці «Сверблячка сьомого року». Потім був період, коли акторка грала в основному в класичних постановках на сцені лондонського Олд Вік.
Після свого першого фільму «Денді Бруммель», Гарріс повернулася на Бродвей, після чого почала грати по обидві сторони Атлантики. У 1959 році разом з чоловіком, американським актором Еллісом Раббом, вступила в створену ним акторську асоціацію (APA), в якій успішно працювала протягом наступних 10 років. У 1966 році за роль Елеанор у постановці «Лев узимку» удостоєна премії «Тоні».
У 1967 році, після розлучення з першим чоловіком, Розмарі Гарріс вступила в шлюб з американським письменником Джоном Елом. Подружжя оселилося в місті Вінстон-Сейлем в Північній Кароліні, де в 1969 році Розмарі народила дочку Дженніфер Ель, яка стала в майбутньому акторкою. У 1999 році Гарріс з донькою з'явилася в мелодрамі «Смак сонячного світла», де вони зіграли одну і ту ж героїню в молодості і в старості. У 2002 році акторка виконала роль тітки Мей у фільмі Сема Реймі «Людина-павук», повторивши цю роль в сиквелах 2004 і 2007 року. Восени 2018 року знову з'явилася на Бродвеї в мюзиклі «Моя прекрасна леді», втіливши місіс Хіггінс.

## Фільмографія
- 1954 — Денді Бруммелл — місіс Марія Енн Фітцхерберт
- 1963 — Дядя Ваня — Олена Андріївна
- 1955 — Отелло — Дездемона
- 1978 — Хлопчики з Бразилії — місіс Дорінг
- 1978 — Голокост — Берта Палиць-Вайс
- 1988 — Перехрестя Деленсі — Полін Свіфт
- 1992 — Міст — 	тітка Джуд
- 1994 — Тому і Вів — Роуз Гайд-Вуд
- 1996 — Гамлет — Королева-акторка
- 1999 — Смак сонячного світла
- 2000 — Дар — бабуся Енні
- 2001 — Англійська цирульник — Дейзі
- 2002 — Людина-павук — тітка Мей Паркер
- 2004 — Людина-павук 2 — тітка Мей Паркер
- 2004 — Бути Джулією — мама Джулії
- 2007 — Людина-павук 3 — тітка Мей Паркер
- 2007 — Ігри диявола — Нанетт Гансон
- 2009 — Є тут хто-небудь? — Елсі
- 2010 — Вільне радіо Альбемута — Валіс
- 2012 — Отже, війна — Нана Фостер, бабуся Франкліна